# 9 – A szám hatalma
A 9 – A szám hatalma (eredeti cím: The Nines) 2007-ben bemutatott sci-fi thriller, amelynek forgatókönyvírója és rendezője John August. A főszerepekben Ryan Reynolds, Hope Davis, Melissa McCarthy és Elle Fanning látható.
A film a 2007-es Sundance Filmfesztiválon debütált, és 2007. október 11-ig 63 165 dollárt hozott az amerikai jegypénztáraknál.

## Rövid történet
Egy problémás színész, egy televíziós műsorvezető és egy elismert videojáték-tervező élete rejtélyes és nyugtalanító módon összefonódik.

## Szereplők
- Ryan Reynolds: Gary, problémás színész / Gavin,  TV-író / Gabriel, számítógépes játéktervező
- Melissa McCarthy: Margaret, Gary PR-felelőse / Önmaga, Gavin tévéműsorának színésznője / Mary, Gabriel felesége
- Hope Davis: Sarah, Gary szomszédja / Susan, Gavin TV-vezetője / Sierra, egy titokzatos nő, aki megpróbál segíteni Gabrielnek.
- Elle Fanning: Noelle
- David Denman: felügyelőtiszt / izgatott férfi
- Octavia Spencer: utcalány

## Gyártás
A filmet 22 napig forgatták Los Angelesben és két napig New Yorkban, néhány jelenetet pedig John August házában vettek fel. A filmet videó és film kombinációjával forgatták, és mindent nagy felbontásban tettek közzé.

## Filmzene
- "You Keep Me Hangin' On" – The Ferris Wheel
- "Trucha" – Ghostman MC
- "Alive Transmission" – The Shys
- "Hang On Little Tomata" – Pink Martini
- "Is That All There Is" – Hope Davis
- "Paper Plane" – Persephone's Bees
- "Teenage Villain" – Keith Mansfield
- "Bang Bang to the Rock 'N' Roll" – Gabin
- "Comet Samba" – Cabaret Diosa
- "Monokini Ou Bikini" – Georges Deligny
- "Romantico Bosanova" – Philippe Bestion
- "As Long as He Needs Me" – Melissa McCarthy
- "Multiply" – Jamie Lidell
- "Sugar Town" – Juliet Turner
- "Myopia" – The Skeem
- "Tears Coming Home" – Sébastien Schuller
- "Chopin Nocturne 1, Opus 32" – Danielle Luppi
- "The Other Side of Mt. Heart Attack" – Liars
- "The Finish Line" – Snow Patrol